# Cimborrios del Duero
El grupo de cimborrios del Duero, también denominados cimborrios leoneses o incluso cimborrios bizantino-leoneses, es un conjunto de torres de crucero situadas en la Catedral de Zamora, la Catedral Vieja de Salamanca y la Colegiata de Toro, a la que se unió de forma tardía la cubierta de la sala capitular de la Catedral Vieja de Plasencia.
Se caracterizan por poseer cimborrios de influencia francesa y lombarda, adornados con decoración de escamas y de bolas por haberse construido durante el periodo de transición del Románico al Gótico en los límites geográficos del Reino de León. Por su situación, también reciben a veces el nombre de «cimborrios leoneses», si bien hay autores que los denominan «cimborrios bizantino-leoneses», en cuanto que observaron similitudes con la decoración de iglesias cristianas de la actual Turquía, edificadas durante el periodo del Imperio bizantino. Es cierto que la influencia de la arquitectura bizantina es palpable en la catedral de Périgueux (Francia) y que esta llegó a través de la presencia de los bizantinos en Lombardía durante la Alta Edad Media. No obstante, hoy en día, dicha filiación se considera rebuscada y se tiende a usar la otra de la etiquetas por las que se conoce a estas iglesias.
El grupo está encabezado por el cimborrio de la Catedral de Zamora, considerado el más antiguo desde los más tempranos estudios y catalogaciones, por lo que los demás se supeditaron a él, siendo considerados estos últimas como descendientes directos: la Torre del Gallo de la catedral vieja de Salamanca, el cimborrio de la colegiata de Toro y, como allegado lejano y tardío, la cubierta de la sala capitular de la catedral de Plasencia. Si bien todas en conjunto muestran importantes similitudes, también cada una tiene especiales características que las diferencian de las demás.

## Catedral de Zamora

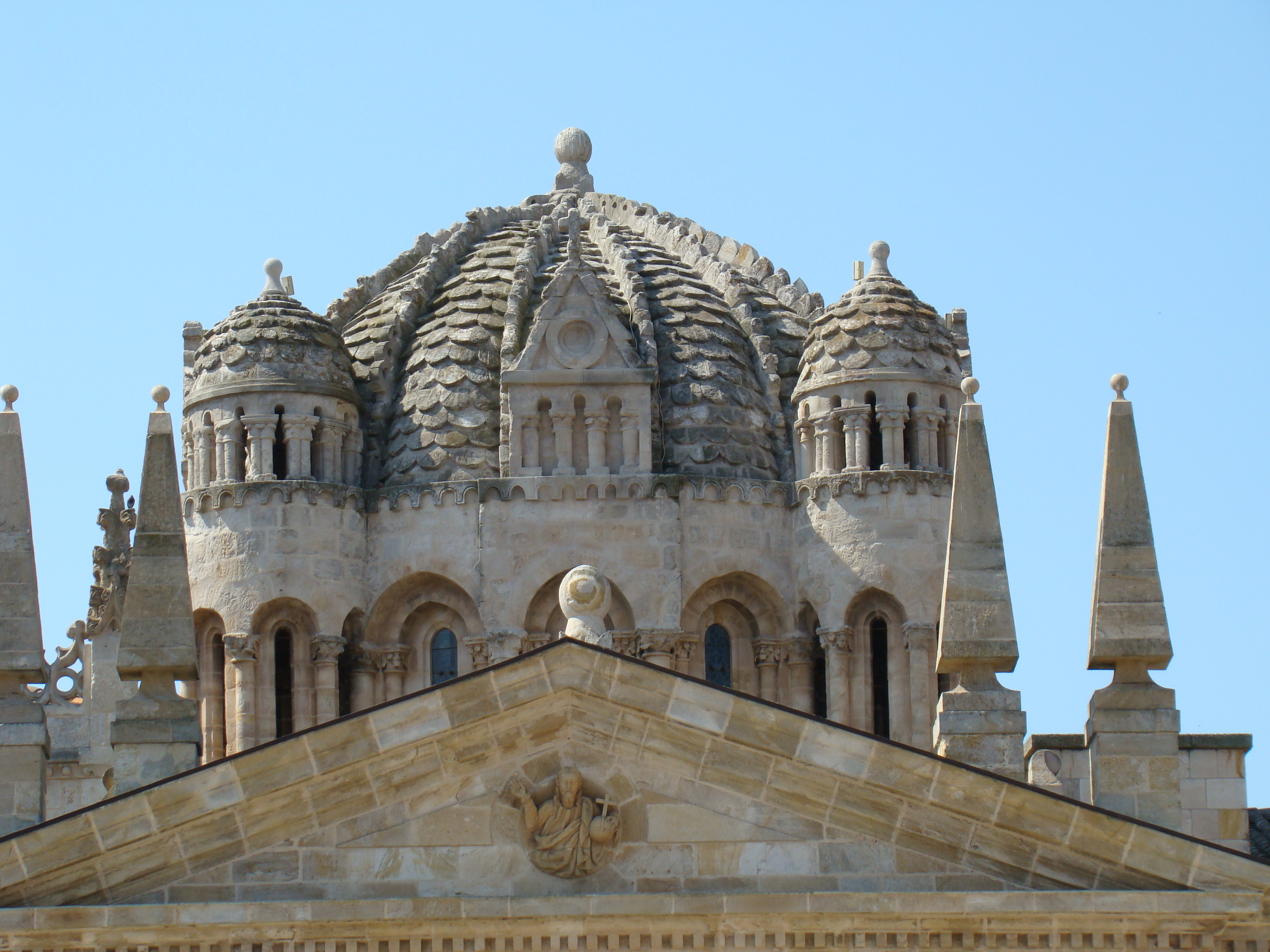
Cimborrio de la Catedral de Zamora.

La catedral de Zamora se edificó en la década central del siglo XII, iniciándose en 1151 y consagrándose en 1174.
El templo original fue un magnífico edificio de tres naves rematadas en tres ábsides hoy desaparecidos. Sucesivas modificaciones ocurridas a lo largo del tiempo han desvirtuado su aspecto. 
El elemento emblemático del templo, felizmente conservado, es su cimborrio. Levantado por medio de pechinas sobre el cruce de la nave central y la nave transepto, aúna su función de linterna con una estética desconocida hasta ese momento en estas tierras. Influencias bizantinas y borgoñonas en los arquitectos que la erigieron, desembocaron en esta bella obra, modelo para otras del entorno, como la Colegiata de Toro, la Catedral Vieja de Salamanca y la Catedral de Plasencia. Cuatro torres angulares apuntalan su estructura, al igual que lo hacen otros tantos frontones rematados en elevados triángulos entre cada una de ellas. Columnas, arquillos ciegos, capiteles y escamas en su cubrición, forman un todo especial e inolvidable.

## Catedral Vieja de Salamanca

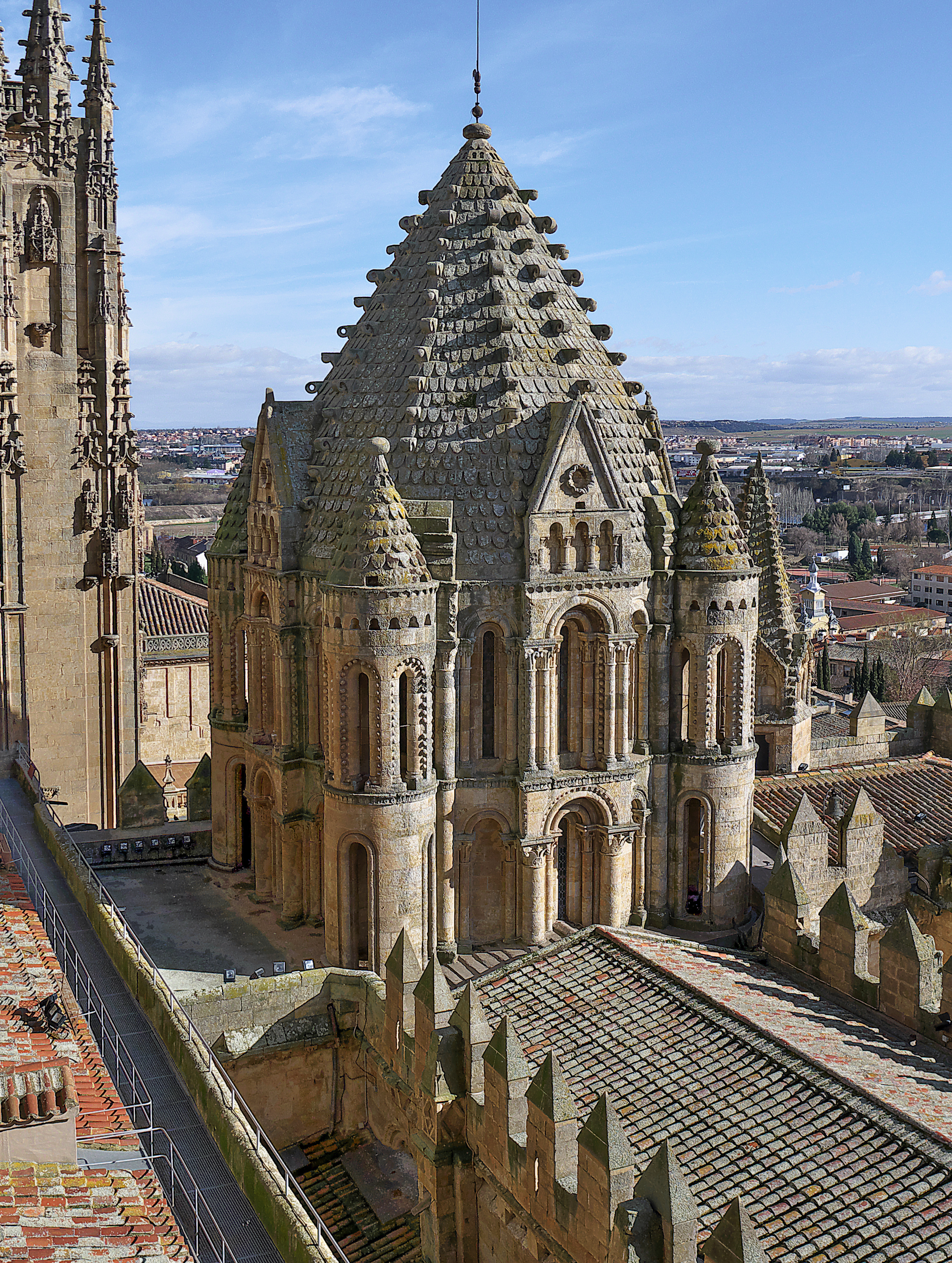
Torre del Gallo, cimborrio de la Catedral Vieja de Salamanca.

Construida a lo largo de los siglos XII y XIII con el nombre de Santa María de la Sede; por su solidez tiene aspecto de fortaleza más que de templo, y por esa semejanza se la llamó Fortis Salmantina. La construcción original poseía dos torres, la Torre de las campanas y la Torre Mocha. En ella había aposentos que en ocasiones sirvieron de asilo a rebeldes y desleales al rey.
Tiene una planta de tres naves con cinco tramos, crucero y triple cabecera absidada. Uno de los ábsides fue destruido parcialmente cuando se construyó la Catedral Nueva que se hizo al lado de la Vieja.
Destaca la cúpula bizantina escamada con planta circular y dos cuerpos de ventanas a la que se conoce como la Torre del Gallo por la veleta de hierro que la corona.
Dispuesta sobre las pechinas del tramo central del crucero, dicha torre alza su tambor perforado mediante doble orden de vanos rasgados pometeados y se cubre con casquete nervado y gallonado.

## Colegiata de Toro

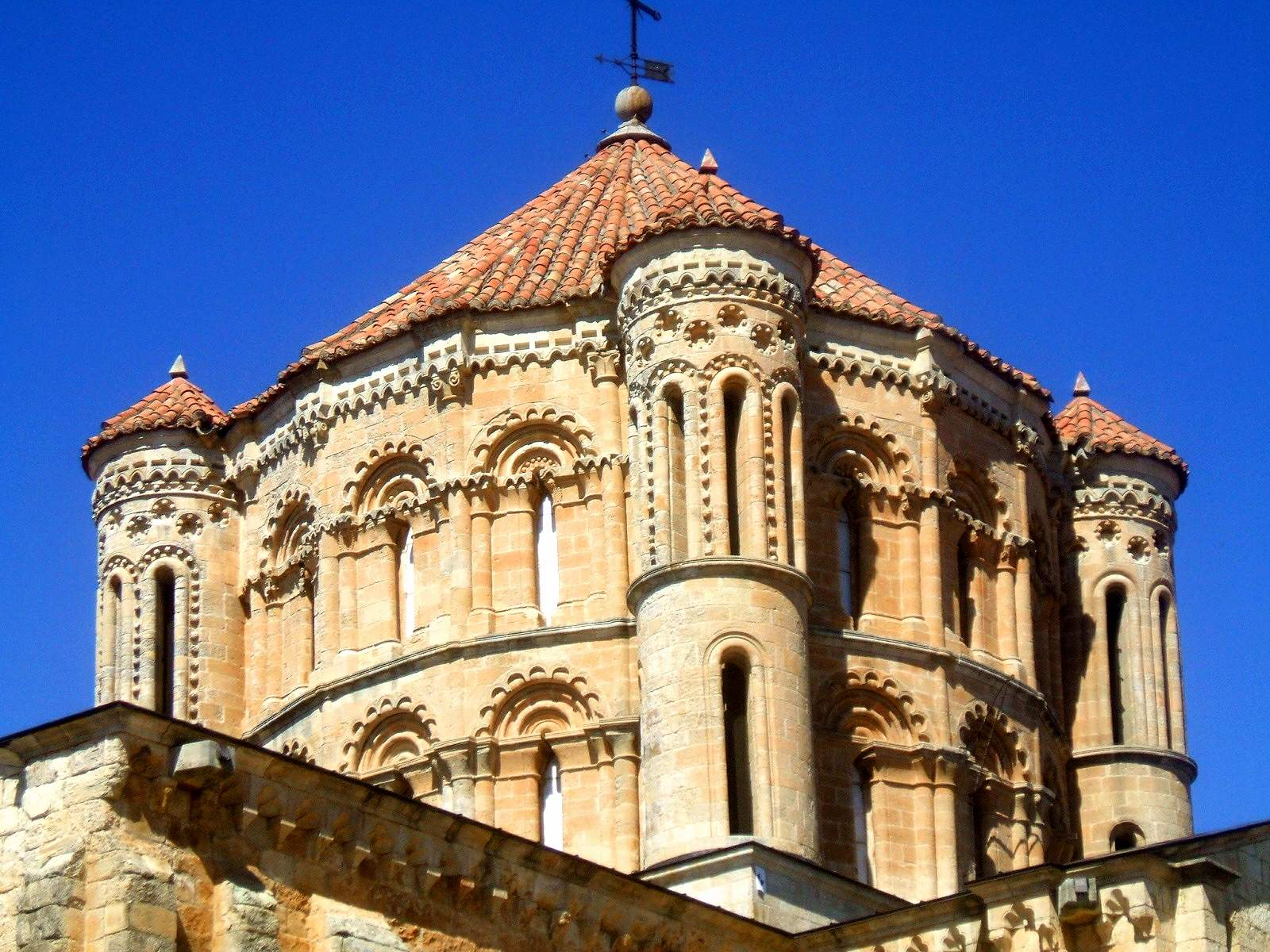
Colegiata de Toro.

La construcción de la Colegiata se inició durante el último tercio del siglo XII bajo el reinado de Alfonso VII de León y está consagrada a Santa María la Mayor.

## Catedral Vieja de Plasencia

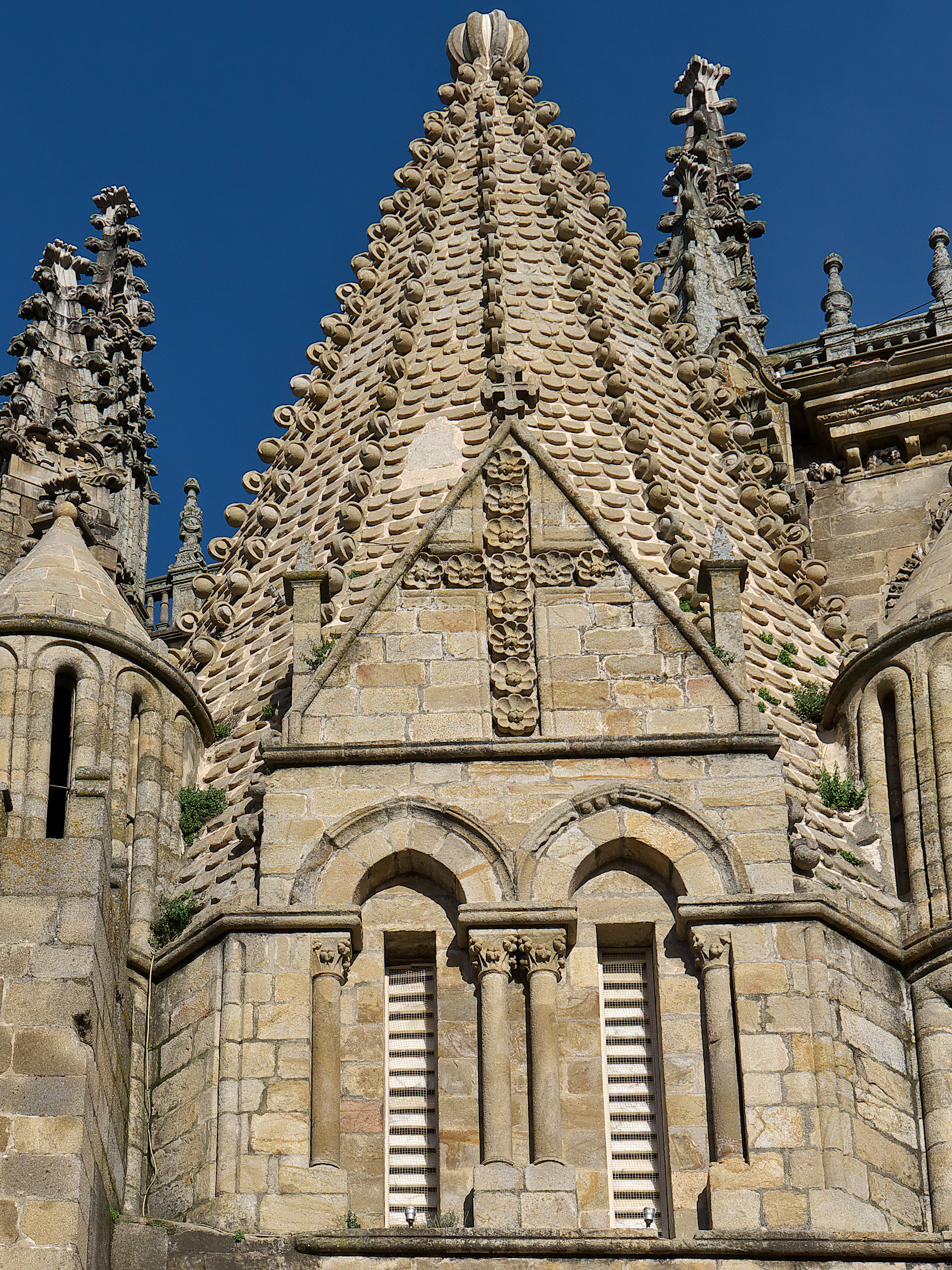
Catedral Vieja de Plasencia.

La catedral vieja de Plasencia se inició a finales del siglo XII o comienzos del XIII y se concluyó un siglo más tarde, en el XIV. Su estilo es de transición entre el románico y el gótico, con algunos aspectos de carácter oriental (bizantino) y fue obra fundamentalmente de dos maestros, Juan Francés y Diego Díaz.
Una de las sorpresas más agradables de la catedral de Plasencia es la antigua sala capitular, hoy convertida en la capilla de San Pablo, cuya torre gallonada, conocida como Torre del Melón tiene abovedamiento de estilo cúpula bizantina. Se trata de una  cúpula nervada y gallonada sobre trompas que, al exterior, adopta una forma cónica que se cubre con escamas.